# Замен, Конрад Евгеньевич
Ко́нрад Евге́ньевич фон За́мен (в крещении — Conrad Heinrich Ernst; в православии — Кодрат (по другим данным, Кондрат); нем. Sahmen; 12 июня 1874, Псков — 20 августа 1959, Сент-Женевьев-де-Буа) — русский финансист, эмигрант, религиозный деятель русского зарубежья.

## Образование
Среднее образование получил в немецкой гимназии в Риге. Окончил с золотой медалью Александровский лицей (1896)

## На государственной службе
После окончания лицея работал в Министерстве финансов. Был женат на "Милюсе" (предположительно, известной, как Людмила фон Замен). С 1913 года — вице-директор, а затем директор Особой кредитной канцелярии, в ведении которой находился и Государственный монетный двор.

## Эмиграция
В 1919 году эмигрировал из России. Жил сначала в Лондоне, где принял активное участие в преобразовании бывшей посольской церкви в приходскую. В 1920 году вошёл в члены правления Русского экономического общества в Лондоне, в деятельности которого также принимал активное участие.
Около 1927 года фон Замен переехал в Вену и поступил на службу в Венский коммерческий банк. Вероятно, деятельность фон Замена на новом месте была не очень успешной, поскольку вскоре он переехал в Париж. С этого времени он стал более известен, благодаря своей церковной деятельности.

## Церковная деятельность
В течение 22 лет он состоял членом приходского совета Свято-Сергиевского подворья в Париже (в том числе с 1932 года около 10 лет был старостой церкви преп. Сергия Радонежского на подворье), а также избирался членом ревизионного комитета Парижской митрополии. К концу жизни К. фон Замен поселился в Русском доме в Сент-Женевьев-де-Буа, где также выполнял обязанности старосты домовой церкви св. Николая Чудотворца при Русском доме (уже в юрисдикции Московского Патриархата). Он занимался также переводом русских религиозных книг на иностранные языки, а также нёс обязанности генерального секретаря-казначея Попечительства русского кладбища Сент-Женевьев-де-Буа под Парижем. Письма К. Е. Замена к митрополиту Евлогию (Георгиевскому) 1926—1927 годов хранятся в фонде митрополита Евлогия.
Скончался в Русском доме в Сент-Женевьев-де-Буа. Похоронен на кладбище Сент-Женевьев-де-Буа.